# Tête de Ferret
Tête de Ferret är en bergstopp i Schweiz.   Den ligger i distriktet Entremont och kantonen Valais, i den sydvästra delen av landet, 120 km söder om huvudstaden Bern. Toppen på Tête de Ferret är 2 690 meter över havet, eller 170 meter över den omgivande terrängen. Bredden vid basen är 1,9 km.
Terrängen runt Tête de Ferret är bergig. Runt Tête de Ferret är det mycket glesbefolkat, med 6 invånare per kvadratkilometer.. Närmaste större samhälle är Orsières, 15,8 km norr om Tête de Ferret. 
Trakten runt Tête de Ferret består i huvudsak av gräsmarker.